# Sollevamento pesi ai Giochi della XXXII Olimpiade - 109 kg maschile
Le gare di sollevamento pesi della categoria fino a 109 kg maschile dei giochi olimpici di Tokyo 2020 si sono svolte il 3 agosto 2021 presso il Tokyo International Forum.
Il vincitore è stato l'atleta Akbar Djuraev.

## Programma
L'orario indicato corrisponde a quello giapponese (UTC+09:00)
| Data          | Ora   | Evento            |
| ------------- | ----- | ----------------- |
| 3 agosto 2021 | 13:50 | Gruppo B          |
| 3 agosto 2021 | 19:50 | Gruppo A (finale) |

## Risultati
| Pos. | Atleta              | Gruppo | Peso   | Strappo (kg) | Strappo (kg) | Strappo (kg) | Strappo (kg) | Slancio (kg) | Slancio (kg) | Slancio (kg) | Slancio (kg) | Totale |
| Pos. | Atleta              | Gruppo | Peso   | 1            | 2            | 3            | Risultato    | 1            | 2            | 3            | Risultato    | Totale |
| ---- | ------------------- | ------ | ------ | ------------ | ------------ | ------------ | ------------ | ------------ | ------------ | ------------ | ------------ | ------ |
|      | Akbar Djuraev       | A      | 109,00 | 189          | 189          | 193          | 193          | 227          | 234          | 237          | 237          | 430    |
|      | Simon Martirosyan   | A      | 108,90 | 190          | 195          | 198          | 195          | 228          | 238          | 238          | 228          | 423    |
|      | Artūrs Plēsnieks    | A      | 108,85 | 175          | 180          | 183          | 180          | 220          | 225          | 230          | 230          | 410    |
| 4    | Timur Naniev        | A      | 108,95 | 180          | 185          | 188          | 188          | 221          | 221          | 224          | 221          | 409    |
| 5    | Hristo Hristov      | A      | 108,90 | 185          | 189          | 192          | 189          | 213          | 219          | 222          | 219          | 408    |
| 6    | Jin Yun-seong       | A      | 107,30 | 180          | 185          | 185          | 180          | 220          | 225          | 230          | 220          | 400    |
| 7    | Arkadiusz Michalski | A      | 108,60 | 175          | 179          | 179          | 175          | 216          | —            | —            | 216          | 391    |
| 8    | Wesley Kitts        | A      | 108,35 | 173          | 177          | 177          | 177          | 213          | 213          | 220          | 213          | 390    |
| 9    | Aymen Bacha         | B      | 108,10 | 172          | 177          | 177          | 177          | 203          | 211          | 217          | 211          | 388    |
| 10   | Öwez Öwezow         | B      | 108,80 | 165          | 171          | 176          | 171          | 200          | 210          | 211          | 200          | 371    |
| 11   | Arnas Šidiškis      | B      | 105,35 | 151          | 156          | 160          | 156          | 182          | 187          | 190          | 187          | 343    |
| 12   | Matthew Lydement    | B      | 108,35 | 152          | 158          | 165          | 158          | 180          | 185          | 185          | 180          | 338    |
| 13   | Tanumafili Jungblut | B      | 108,90 | 140          | 150          | 155          | 150          | 180          | 190          | 190          | 180          | 330    |
| —    | Ali Hashemi         | A      | 108,80 | 177          | 181          | 184          | 184          | 226          | 226          | 228          | —            | —      |